# Ängesträsket (Överluleå socken, Norrbotten)
Ängesträsket är en sjö i Bodens kommun i Norrbotten och ingår i Altersundets huvudavrinningsområde.